# Швидкомонтовані будівлі
Технологія будівництва швидкомонтованих будівель (рос. быстромонтируемые, быстровозводимые здания, БМЗ, БВЗ) ґрунтується на використанні сталевого каркаса у якості основи, до якого прикріплені елементи огороджувальних конструкцій.

## Опис технології

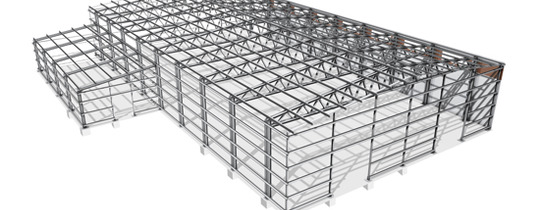
Металокаркас ШМБ

У класичному вигляді каркас швидкомонтованих будівель складається з набору поперечних рам, пов'язаних між собою горизонтальними і вертикальними зв'язками і прогонами покрівлі. 
По периметру використовуються огороджувальні елементи, а саме покрівельні та фасадні матеріали (профнастил, сендвіч-панелі, металевий сайдинг, фасадні та покрівельні ромби, металочерепиця і т.д.). Найчастіше в Україні використовують сендвіч-панелі — поєднання 2-х листів профнастилу та утеплювача. Легкість і довговічність зробили цей матеріал найбільш популярним для будівництва швидкомонтованих будівель і споруд.
Залежно від стану будівельного майданчика і наявності вільного місця, швидкомонтовані будівлі поставляються на об'єкт або повним комплектом, або поелементно згідно графіка проведення монтажних робіт.
Одне з головних переваг більшості швидкомонтованих будівель є відсутність так званих «мокрих» процесів. Стіни і покрівля будівлі монтуються на болтових з'єднаннях або за допомогою зварювання, що дозволяє вести будівництво в будь-який час року і значно прискорює його процес. Крім того, за рахунок легких огороджувальних і покрівельних конструкцій зменшується навантаження на металокаркас і фундамент. Завдяки легкій вазі такі конструкції можна монтувати без використання крану, що значно здешевлює процес будівництва.
Будівлі на болтових з'єднаннях мобільні, так як їх можна розібрати і перевезти в інше місце. Одноповерхові невеликі за площею швидкомонтовані будівлі можна встановлювати на рівному майданчику без фундаменту.

## Види швидкомонтованих будівель
Швидкомонтовані будівлі з легких металоконструкцій бувають:
- збірними
- модульними
- безкаркасними[4]

Збірні ШМБ можуть бути за типовими або індивідуальними проектами і монтуються на місці будівництва. Збірні будівлі можуть мати будь-яку внутрішню і зовнішню обробку, що дозволяє реалізовувати будь-які архітектурні рішення. До таких будівель можна віднести склади, ангари для техніки, виробничі будівлі, майстерні, адміністративні будівлі, торгові павільйони, торгові центри, культурно-виставкові центри, спортивні комплекси, індивідуальні та колективні житлові будинки, котеджі.
Модульні будівлі збираються з готових типових модулів (блок-контейнерів) шляхом монтажу декількох модулів в єдину будівлю. Як правило, з модулів будують 1- та 2-поверхові будівлі. Такі будівлі не відрізняються оригінальністю архітектурних рішень. Модульні будівлі — це, як правило, невеликі мобільні офіси, адміністративно-побутові будівлі, вахтові селища з декількох будівель всілякого призначення: гуртожитки, їдальні, медпункти, магазини і т.п.

## Несучий каркас швидкомонтованих будівель
В класичному розумінні каркас ШМБ робиться зі зварних металоконструкцій заводського виготовлення, що дозволяє здійснювати його збірку на будівельному майданчику за допомогою болтових з'єднань без використання зварювання та вологих процесів. Але в широкому розумінні для швидкомонтованих будівель можуть бути використані наступні види каркасів:
1. Легкі металоконструкції
2. Легкі сталеві тонкостінні конструкції (ЛСТК)
3. Збірні залізобетонні конструкції
4. Дерев'яні конструкції

## Етапи будівництва
Будівництво швидкомонтованих будівель із металоконструкцій в 3 етапи:
1. Розробка проекту.
2. Виготовлення профілю та каркасних елементів будівлі.
3. Зведення будівлі — фундамент та збірка каркаса, монтаж легких металлоконструкцій. Усі каркасні елементи збираються порівняно швидко (залежно від площі будівлі) за підготовленим проектом.
4. Монтаж покрівлі та фасаду. Стіни швидкомонтованих будівель можуть бути із сендвіч панелів, покрівля — з профнастилу чи ін. огороджувальних матеріалів.
5. Встановлення додаткового обладнання, інженерних систем, дверей та ін.
6. Здача об'єкту в експлуатацію.

## Призначення
Основні замовники будівель – представники середнього і великого бізнесу. Найпоширеніші площі – 300–4000 кв. м,  в основному для власного користування. Інвестиційно привабливим сегментом ринку залишаються торгові центри, а також об’єкти сільськогосподарського та промислового призначення, передусім для переробки та зберігання продукції. 
Швидкомонтовані будівлі активно використовуються для будівництва об'єктів комерційного, сільськогосподарського та промислового призначення:
- складських приміщень;
- логістичних центрів і терміналів;
- у тваринництві (комплекси з вирощування птиці, свиноферми, ферми великої рогатої худоби);
- зерносховищ, фрукто- й овочесховищ;
- холодильних і морозильних камер;
- виробничих будівель, цехів;
- ангарів для зберігання техніки, гаражів;
- торговельних центрів та павільйонів;
- автозаправок і автосалонів; автомийок і СТО;
- портів;
- спортивних споруд (ковзанки, стадіони, льодові арени) та ін.